# 加油棒

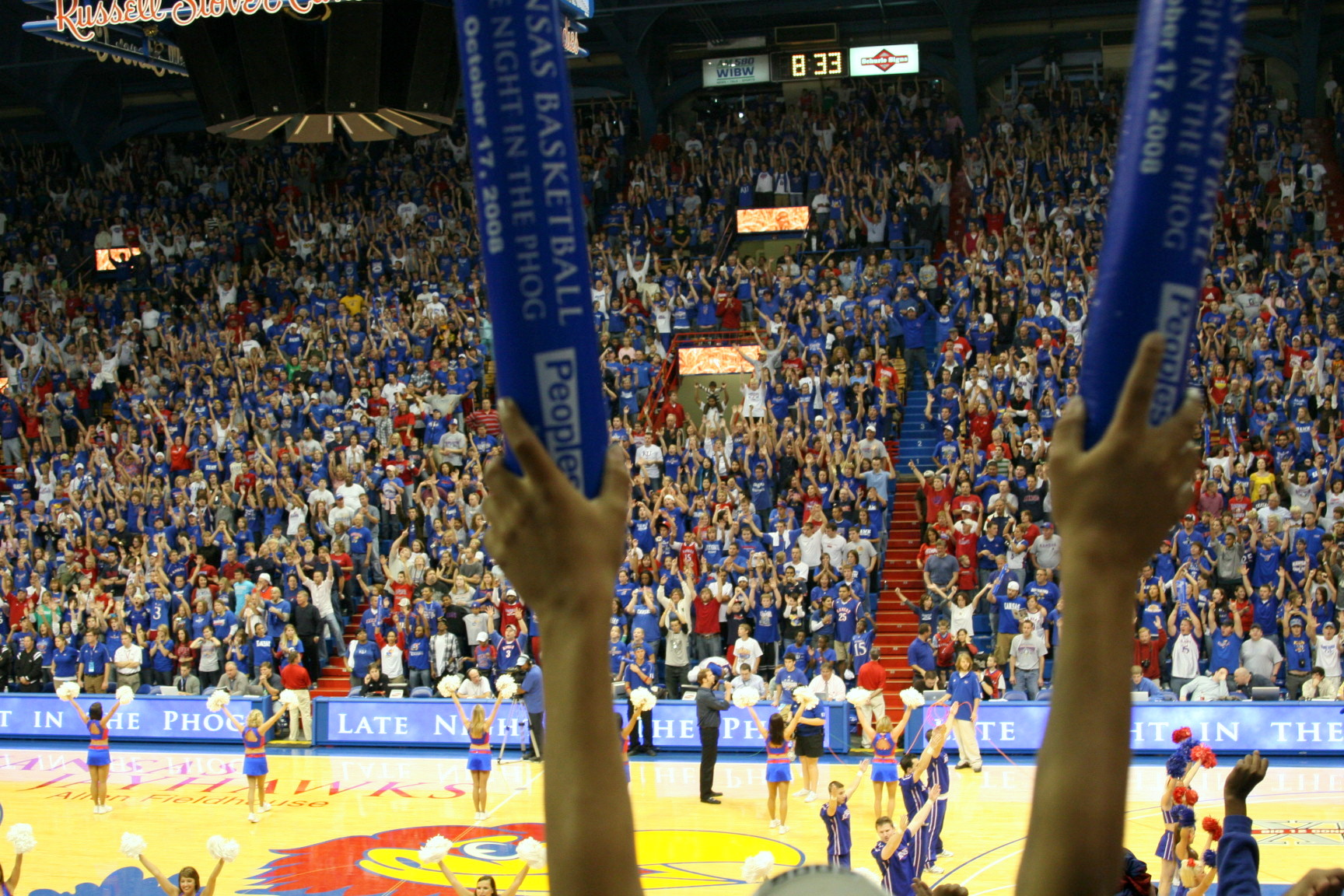
球迷在观众席上举起加油棒

加油棒（直译：雷鸣棒）是一种窄长的塑料气球，充入空气用作互相敲击，可以制造“嘭——嘭——”的噪音，经常用于体育赛事的加油道具。

## 起源
加油棒的原型来自韩国的“气球棒”，是于1994年由BalloonStix Korea发明的产品，首先在LG雙子的棒球比赛中采用。 2002年世界大赛期间被洛杉磯天使的赞助商引进美国，并开始在北美广受欢迎，许多运动队的球迷都使用加油棒来表示他们的支持。
加油棒也在台湾职棒、菲律宾职篮、欧洲职业足球等世界各地的比赛中，被球迷采用为应援道具。